# Юрполь
Юрполь (укр. Юрпіль) — село в Уманском районе Черкасской области Украины.
Население по переписи 2001 года составляло 177 человек. Почтовый индекс — 20122. Телефонный код — 4748.

## Местная власть
20132, Черкасская обл., Уманский р-н, с. Иваньки